# کاربردهای مشتق
مشتق در ریاضی و سایر علوم کاربردهای بسیاری دارد

## رسم نمودار
پیدا کردن بازه‌هایی که در آن مشتق ویژگی خاصی مثلاً مثبت بودن، عددی خاص مثل صفر بودن یا از درجه خاصی بودن تابع مشتق یا … دارد، در رسم نمودار اهمیت دارد.
برای رسم نمودار هر تابعی باید تابع خصوصیات زیر را دارا باشد
1. تابع در کجا پیوسته‌است
2. تابع در کجا مشتق دارد
3. محاسبه مشتق اول آن
4. محاسبه مشتق دوم آن
5. محاسبه مجانب قائم و افقی
6. محاسبه تقعر و نقطه عطف آن تابع
7. صعودی یا نزولی بودن تابع
8. رسم نمودار به کمک نقاط بدست آمده

## قضیه رول
شواهد هندسی محکمی در دست است اگر خم همواری محور X را در دو نقطه قطع کند، نقطهای روی خم بین آن دو نقطه وجود دارد که در آن، مماس بر خم افقی است.
```
صورت قضیه:
```

فرض کنید (y=f(x در هر نقطه از بازه بسته [a,b]پیوسته، و در هر نقطه از بازه (a,b) مشتق پذیر باشد. اگر
```
 Fa=Fb=۰
```

آنگاه، دست کم یک نقطه می‌ماند مانند c بین a,b وجوددارد که در ان مشتق تابعfدر نقطهcبرابر ۰ است

## مقدار میانگین
در حساب دیفرانسیل و انتگرال کمتر قضیه‌ای به اندازه قضیه مقدار میانگین و تعمیمهایش کارساز است. این قضیه، ریاضیات لازم را برای برآورد کردن مقدار خطای ناشی از تقریب زدن خطی در اختیار ما می‌گذارد

### تشخیص نقاط بحرانی یک نمودار
برای تشخیص نقاط بحرانی که رفتار تابع خاص خواهد بود، از مشتق مرتبه اول یا مرتبه بالاتر استفاده می‌شود. در واقع برای تعیین شیب مماس بر تابع در آن نقطه یا یافتن تقعر تابع.